# دينو دي لوكا
دينو دي لوكا (بالإيطالية: Dino Di Luca)‏ هو ممثل إيطالي، ولد في 5 مايو 1903 في إيطاليا، وتوفي في 11 مايو 1991 في الولايات المتحدة.

## وصلات خارجية
- دينو دي لوكا على موقع IMDb (الإنجليزية)
- دينو دي لوكا على موقع ألو سيني (الفرنسية)
- دينو دي لوكا على موقع قاعدة بيانات برودواي على الإنترنت (الإنجليزية)
- دينو دي لوكا على موقع قاعدة بيانات الأفلام السويدية (السويدية)
- دينو دي لوكا على موقع قاعدة بيانات الفيلم (الإنجليزية)
- دينو دي لوكا على موقع كينوبويسك (الروسية)